# Tramlijn 15 (Haaglanden)

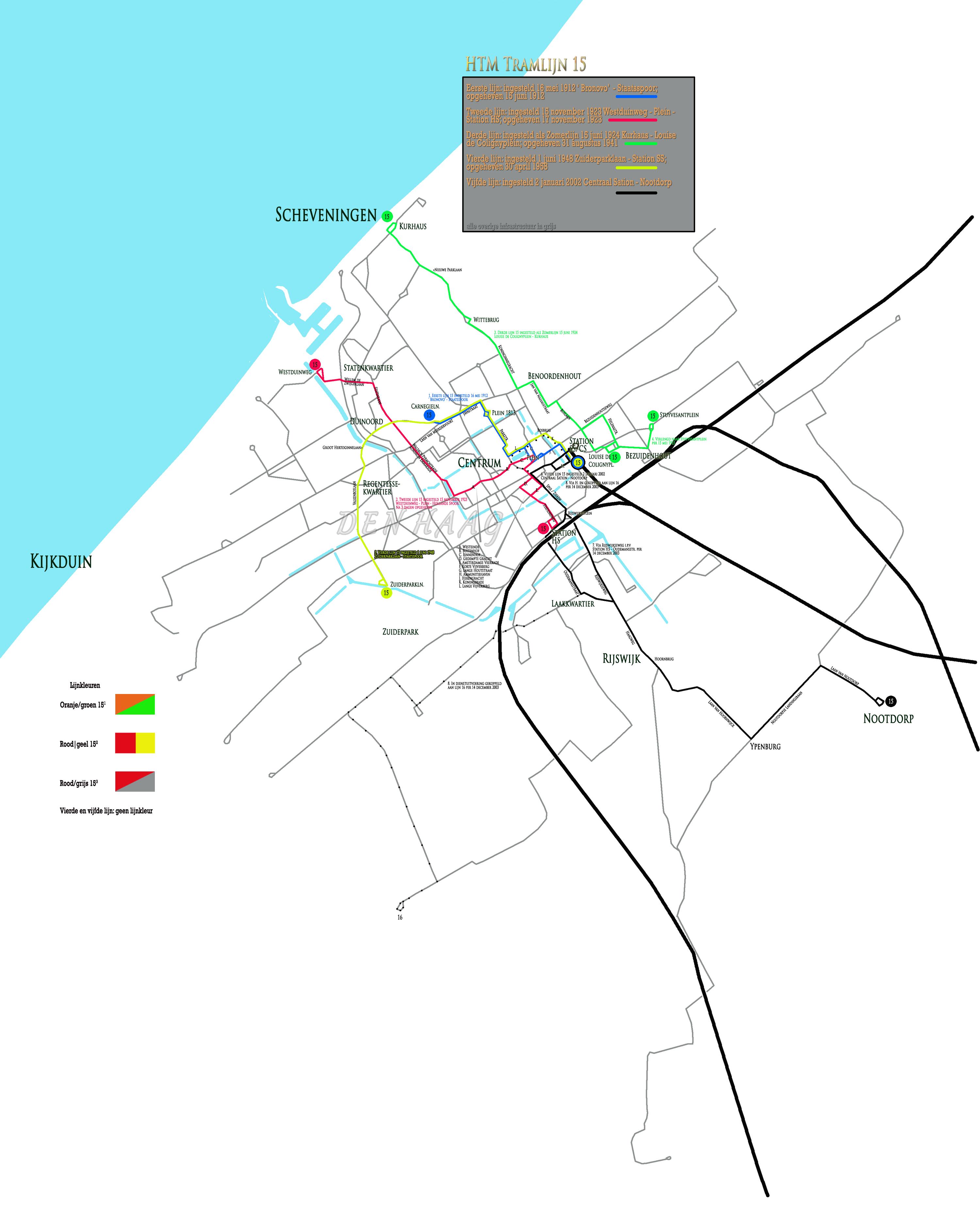
Alle routes van de lijnen 15, actueel tot 2011

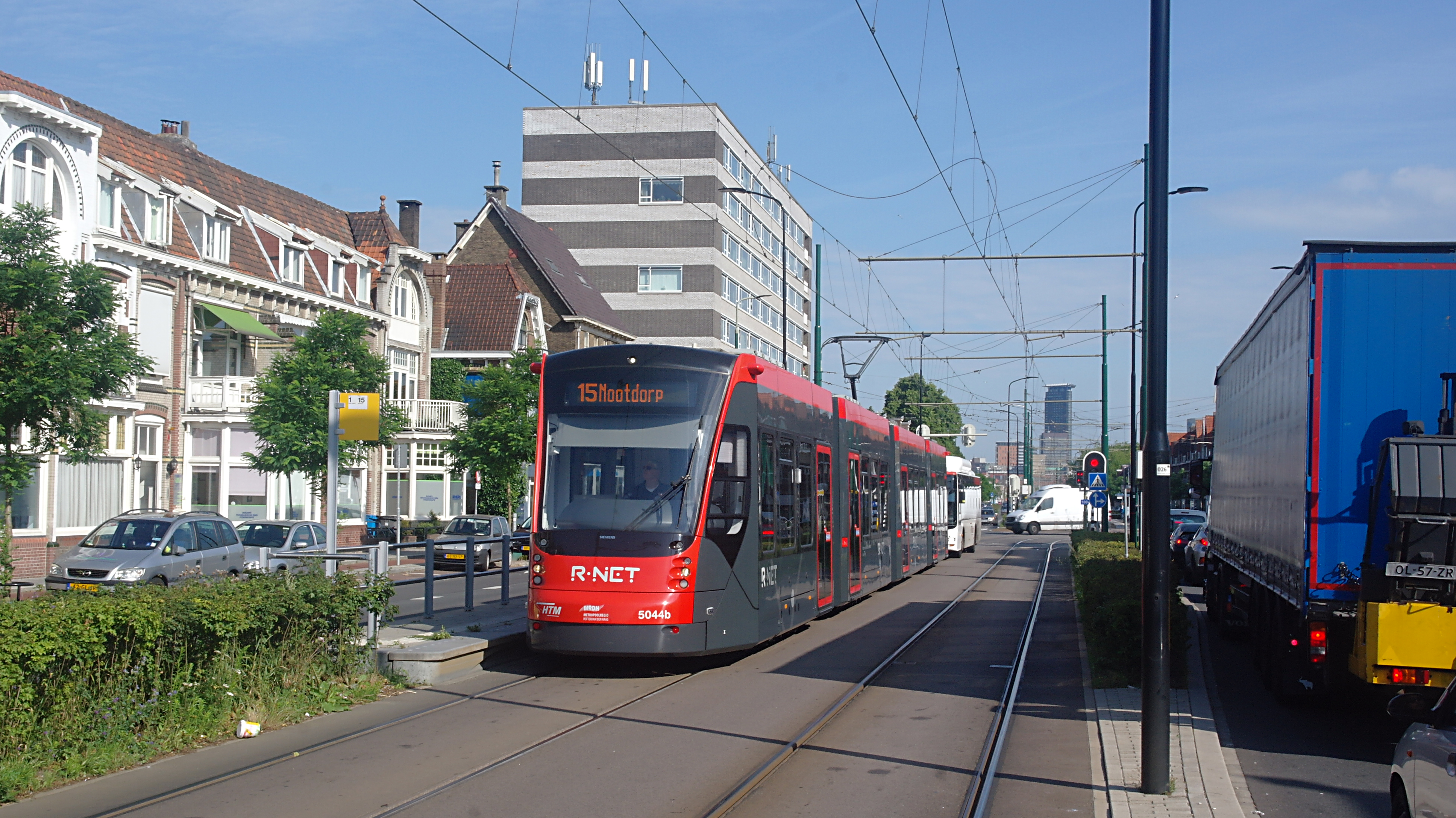
Avenio 5044 op 3 juli 2017 op de Rijswijkse Haagweg

Tramlijn 15 van HTM is een tramlijn in de regio Haaglanden, in de Nederlandse provincie Zuid-Holland.

## Route en dienstregeling
De lijn verbindt Nootdorp-Centrum via de Haagse wijk Ypenburg, door bedrijventerrein Broekpolder, via Rijswijk, het Laakkwartier, door het centrum van Den Haag, langs het NS-station Hollands Spoor, met Centraal Station.
Tramlijn 15 rijdt op werkdagen overdag iedere 15 minuten, tijdens de spitsuren iedere 12 minuten en op zaterdag overdag iedere 13 minuten. 's Avonds tot 21.00 uur, zaterdagochtend na 9.00 uur en zondag is de frequentie lager, met een minimum van eens per 15 minuten. 's Avonds na 21.00 uur en de vroege weekendochtend is de frequentie nog lager met 20 minuten.
Halte Goudriaankade is door diverse redenen (nog) niet geschikt voor rolstoelen. Dit wordt omgeroepen in de voertuigen en aangeduid bij de halte in de abri.

## Geschiedenis

### 1912
- 16 mei 1912[1]: Lijn 15 werd ingesteld op het traject Carnegielaan – Den Haag Staatsspoor. De lijn was bedoeld om de vele klachten uit het Statenkwartier vanwege het ontbreken van een rechtstreekse verbinding met het Staatsspoor op te lossen. De HSM maakte echter problemen omdat een kruising met hun stoomtramtracé bij de Groot Hertoginnelaan moest worden aangelegd om naar het Statenkwartier te kunnen rijden. Zie: Hollandsche IJzeren Spoorweg-Maatschappij en Haagse stoomtram. Doordat de kruising niet klaar was, werd deze lijn per 15 juni 1912 alweer opgeheven. De lijnkleuren waren oranje/groen.[2] Op 15 oktober 1912 waren de problemen met de HSM voorbij en kon de rechtstreekse verbinding worden geopend, echter onder het lijnnummer 13, later A en 1.

### 1923
- 15 november 1923[3] : De tweede lijn 15 werd ingesteld op het traject Westduinweg – Hollands Spoor en was bedoeld om de verwarring met de lijnvoering van lijn 10 – die ’s zomers dit traject reed maar ’s winters weer een ander – op te lossen. Deze lijn werd echter na drie dagen alweer opgeheven omdat er onvoldoende materiaal was om over het Binnenhof te rijden. De lijnkleuren waren rood|geel.[4]

### 1924-1941
- 15 juni 1924[5]: De derde lijn 15 werd als zomerlijn ingesteld op het traject Scheveningen-Kurhaus – Bezuidenhout. Eerder bestond deze route onder het lijnnummer 12. Oorspronkelijk lag het eindpunt in deze wijk op het Louise de Colignyplein; op 15 mei 1925 werd dit eindpunt verlengd naar het Stuyvesantplein. De lijnkleuren waren rood/grijs.[2]
- 31 augustus 1941: Lijn 15 werd opgeheven.

### 1948-1958
- 1 juni 1948[3]: De vierde lijn 15 werd ingesteld op het traject Zuiderparklaan – Staatsspoor. Lijnkleuren werden niet meer ingevoerd.
- 30 april 1958: Lijn 15 werd opgeheven. Het traject werd overgenomen door de één dag later ingestelde buslijn 15.

### 1978
- Voor en na elke voorstelling van de Koninklijke schouwburg rijdt vanaf 1 januari 1978 een speciale rit onder het lijnnummer 15 van het eindpunt Bohemen van lijn 3 tot het Buitenhof en vervolgens via Lange Vijverberg, Tournooiveld en Korte Voorhout naar de Koninklijke schouwburg. Wegens het geringe aantal passagiers kwam de rit sinds 22 april 1978 weer te vervallen.[3][6]

### 2002-heden
- 2 januari 2002: De vijfde lijn 15 werd ingesteld op het traject Den Haag CS – Nootdorp. Het traject werd gedeeltelijk overgenomen van de op dezelfde dag opgeheven buslijn 15.

Deze lijn gaf de Haagse Vinex-wijk Ypenburg een snelle OV-verbinding met het centrum van de stad. Hiervoor werd een nieuw tracé aangelegd vanaf de Rijswijkse Hoornbrug (een ongelijkvloerse kruising met lijn 1) naar het winkelcentrum Parade in Nootdorp. Aan beide uiteinden van de Nootdorpse Landingslaan werden wissels aangelegd ten behoeve van de aansluiting van de toekomstige tramlijn 19 die het Ypenburgse tracé met lijn 15 zal delen. Daarnaast werd de Jan van der Heijdenstraat van tramrails voorzien om lijn 15 via Station Hollands Spoor en de wijk Laakkwartier te kunnen laten rijden. Lijn 15 begon op het tramplatform (de hooggelegen perrons) van het Centraal Station, om vervolgens via de Kalvermarkt, het Spui, het Rijswijkseplein, Station Hollands Spoor, de Oudemansstraat, de Jan van der Heijdenstraat en de Haagweg de Hoornbrug te bereiken.
- 14 december 2003: Lijn 15 ging vanaf het Rijswijkseplein over de Rijswijkseweg rijden, waardoor Station HS niet meer werd aangedaan. Daarnaast werd lijn 15 bij het Centraal Station gekoppeld aan lijn 16, waardoor de lijn niet meer op het tramplatform kwam maar naast het station bij de halte in de Rijnstraat stopte. Feitelijk vormden tram 15 en tram 16 nu één doorgaande lijn, die bij het Centraal Station van nummer wisselde. Voorheen was lijn 12 op dezelfde wijze aan lijn 16 gekoppeld.
- Per december 2006 zouden lijn 15 en 16 gecombineerd worden tot lijn 5, maar dat ging niet door.[7]
- 6 juni 2010: Lijn 15 reed niet op zondagen tot en met 12 september 2010. Het traject werd overgenomen door lijn 5.
- 5 juni 2011: Lijn 15 reed niet op zondagen tot en met 11 september 2011. Het traject werd overgenomen door lijn 5.
- 27 mei 2012: Lijn 15 reed niet op zondagen tot en met 16 september 2012. Het traject werd overgenomen door lijn 5.
- 6 januari 2013: Lijn 15 reed een omleiding in beide richtingen. Dit vanwege werkzaamheden op de Bosbrug en in de Rijnstraat op het Centraal Station. Lijn 15 reed na halte Station Hollands Spoor via het Rijswijkseplein, Weteringplein en Centraal Station/Schedeldoekshaven. Daarna reed lijn 15 naar de halte Kalvermarkt-Stadhuis en reed weer de normale route richting Nootdorp. Tevens waren de lijnen 15 en 16 vanwege een lus door de stad ontkoppeld.
- 9 mei 2013: Lijn 15 reed niet op zondagen tot en met 1 september 2013. Het traject werd overgenomen door lijn 5.
- 23 december 2013: Lijn 15 reed richting Centraal Station weer zijn normale route. Na Centraal Station reed lijn 15 via Korte Voorhout, Buitenhof, Centrum en Bierkade terug richting Nootdorp. De lijnen 15 en 16 werden ontkoppeld door toekomstige routewijzigingen en werkzaamheden.
- 28 april 2014: Lijn 15 stopte tot en met 31 augustus 2014 in beide richtingen bij de halte Waldorpstraat/Station HS in plaats van Rijswijkseplein/Station HS.
- 29 mei 2014: Lijn 15 reed niet op zondagen tot en met 31 augustus 2014. Het traject werd overgenomen door lijn 5.
- 20 april 2015: Lijn 15 reed tot 4 juli 2015 een omleiding in beide richtingen. Dit vanwege werkzaamheden op het Spui, op de Spuibrug en op het Zieken. Lijn 15 reed na Rijswijkseplein/Station HS via het Rijswijkseplein, Weteringplein, Centraal Station, Korte Voorhout, Buitenhof, Centrum, Kalvermarkt-Stadhuis, Centraal Station/Schedeldoekshaven, Weteringplein, Rijswijkseplein en Rijswijkseplein/Station HS en vervolgens verder naar Nootdorp.
- 14 mei 2015: Lijn 15 reed niet op zondagen tot en met 23 augustus 2015. Het traject werd overgenomen door lijn 5.
- 4 juli 2015: Lijn 15 reed, naast de omleiding bij het Spui, tot 4 juli 2016 een omleiding in beide richtingen. Dit vanwege werkzaamheden op het Tournooiveld. Lijn 15 reed na Centraal Station/Schedeldoekshaven via Kalvermarkt-Stadhuis weer terug naar Nootdorp.
- 5 mei 2016: Lijn 15 reed niet op zondagen tot en met 21 augustus 2016. Het traject werd overgenomen door lijn 5.
- 2 juli 2016: Lijn 15 reed in de richting van het Centrum weer via Bierkade en reed in het centrum een ingekorte route via het Centraal Station/Schedeldoekshaven en het Weteringplein terug naar het Rijswijkseplein en Nootdorp. Daarnaast reed lijn 15 tot 22 augustus 2016 een omleiding via Laakkade en Oudemansstraat vanwege werkzaamheden op de Rijswijkseweg (een gedeelte).
- 3 april 2017: De GTL-trams werden op lijn 15 in een keer vervangen door de nieuwe Avenio-trams. Lijn 15 is de vijfde tramlijn die met de nieuwe stadstram reed.[8] Daarnaast werd de route in het centrum van lijn 15 aangepast.[9] Verder reed lijn 15 over een tailtrack in plaats van een keerlus bij de eindhalte Nootdorp Centrum.
- 1 juli 2017: Lijn 15 reed tot 29 januari 2018 een omleiding in beide richtingen. Dit vanwege een herinrichting op het Stationsplein bij Station HS. Lijn 15 reed vanuit Nootdorp na Broeksloot via Lorentzplein en Oudemansstraat naar het eindpunt HS/Leeghwaterplein. Vervolgens reed lijn 15 verder als lijn 11 naar Scheveningen. Oorspronkelijk duurde de omleiding tot 17 december 2017, maar door onverwachte, extra werkzaamheden aan de bovenleidingsmasten en de funderingen op het tramviaduct werd de einddatum uitgesteld tot 29 januari 2018.
- 29 januari 2018: De route in het centrum van lijn 15 werd aangepast en heeft als eindpunt op het Centraal Station. Daarnaast werd lijn 15 gekoppeld met lijn 17.[10]
- 20 juli 2019: Halte Rijswijkseplein/Station HS werd definitief opgeheven. De naastgelegen halte Waldorpstraat/Station HS werd in gebruik genomen. De reden hiervoor is dat de halte Waldorpstraat/Station HS een ruime, overzichtelijke halte en toegankelijk voor reizigers met een rolstoel of rollator is. Bij de halte Rijswijkseplein/Station HS is er te weinig ruimte om de halte aan te passen.
- 9 januari 2022: De halte Broekpolder was eerst tijdelijk opgeheven. Begin 2025 wordt deze halte definitief opgeheven.
- 20 juni 2022: Door een routewijziging op lijn 16 en 17 werd lijn 15 opnieuw gekoppeld met lijn 16.[11]
- 6 februari 2023: Lijn 15 werd tijdelijk opgeheven wegens groot onderhoud aan de Hoornbrug te Rijswijk. Dit duurde van 6 februari tot en met 19 maart 2023. Pendelbus 65 verbond de vervallen haltes van lijn 15 tussen Station Hollands Spoor en Herenstraat.
- In de zomer van 2023 werden op de Rijswijkseweg de wissels bij de Hofwijckstraat verwijderd. Aan de andere kant van de Hofwijckstraat was dat jaren geleden al gebeurd. Lijn 15 reed daarom om via Laakkade/Laakweg en Leeghwaterplein. De rails naar en in de Hofwijckstraat bleef liggen.

## Toekomst
Lijn 15 is een van de mogelijke kandidaten om de Avenio-trams vervangen te worden voor de nieuwe stadstram Haagse TINA. Dat is afhankelijk met de koppeling van lijn 16, die ook tot een van de kandidaten behoort om met de nieuwe stadstrams te gaan rijden. Dit zal pas naar verwachting na 2026 gebeuren.